# Níkopol
|  | Per a altres significats, vegeu «Nikòpol». |

Níkopol (ucraïnès: Ні́кополь i rus: Ни́кополь) és una ciutat de l'oblast de Dnipropetrovsk, a Ucraïna. El 2011 tenia 121.784 habitants. Va ser fundada el 1782.

## Geografia
Nikopol es troba a la riba dreta de l'embassament de Kakhovka al riu Dniéper a 100 km al sud-oest de Dnipropetrovsk.

## Història
Durant la Segona Guerra Mundial, aquesta ciutat va ser ocupada per l'Alemanya nazi el 17 d'agost de 1941. Tenia un interès pels seus jaciments de manganès que eren una matèria primera que mancava a Alemanya. Va ser alliberada el 8 de febrer de 1944 per l'Exèrcit Roig.

## Població
L'aglomeració de Níkopol comprèn les ciutats mineres de Màrhanets a l'est i d'Ordjonikidze a l'oest. En total té 235.000 habitants (2001).

## Economia
Les principals empreses de Níkopol són:
- OAO Nikopolski Youjnotroubny Zavod (en rus: ОАО Никопольский Южнотрубный Завод) que fabrica tubs d'acer.[1]
- OAO Nikopolski zavod ferrosplavov (en rus: ОАО Никопольский завод ферросплавов) fa aliatges de ferro.[2]